# Saison 2017 de l'équipe cycliste Burgos BH
La saison 2017 de l'équipe cycliste Burgos BH est la douzième de cette équipe.

## Préparation de la saison 2017

### Arrivées et départs
| Arrivées             | Équipe 2016                       |
| -------------------- | --------------------------------- |
| David Belda          | Roth                              |
| Raúl Castrillo       | Ciudad de Oviedo                  |
| Carlos Antón Jiménez | Rádio Popular-Boavista            |
| Marcos Jurado        | Lizarte                           |
| Óscar Linares        | Gomur-Liébana 2017-Ferroatlántica |
| Marcos Rojo          | Lizarte                           |
| Joan Ruiz            | Aldro                             |
| Óscar Quiroz         | Mundial de Tornillos-Pijaos Web   |

| Départs             | Équipe 2017                    |
| ------------------- | ------------------------------ |
| Temesgen Buru       | Rémy Meder Haguenau            |
| Jesús del Pino      | Efapel                         |
| Víctor Martín       |                                |
| Juan Carlos Riutort |                                |
| Manuel Sola         | Caja Rural-Seguros RGA amateur |
| Arnau Solé          | Compak-Campo Claro             |

## Coureurs et encadrement technique

### Effectif
| Cycliste             | Date de naissance | Nationalité | Équipe 2016                       |  |
| -------------------- | ----------------- | ----------- | --------------------------------- |  |
| David Belda          | 18 mars 1983      | Espagne     | Roth                              |  |
| Raúl Castrillo       | 3 décembre 1996   | Espagne     | Ciudad de Oviedo                  |  |
| Jorge Cubero         | 6 novembre 1992   | Espagne     | Burgos BH                         |  |
| Carlos Antón Jiménez | 2 février 1992    | Espagne     | Rádio Popular-Boavista            |  |
| Marcos Jurado        | 2 février 1991    | Espagne     | Lizarte                           |  |
| Óscar Linares        | 11 septembre 1995 | Espagne     | Gomur-Liébana 2017-Ferroatlántica |  |
| Daniel López         | 21 janvier 1994   | Espagne     | Burgos BH                         |  |
| Óscar Quiroz         | 11 juillet 1994   | Colombie    | Mundial de Tornillos-Pijaos Web   |  |
| Igor Merino          | 16 octobre 1990   | Espagne     | Burgos BH                         |  |
| Álvaro Robredo       | 3 avril 1993      | Espagne     | Burgos BH                         |  |
| Marcos Rojo          | 18 janvier 1993   | Espagne     | Lizarte                           |  |
| Joan Ruiz            | 12 juillet 1997   | Espagne     | Aldro                             |  |
| Ibai Salas           | 4 juillet 1991    | Espagne     | Burgos BH                         |  |
| Pablo Torres         | 27 novembre 1987  | Espagne     | Burgos BH                         |  |

## Bilan de la saison

### Victoires
| Date | Course | Pays | Classe | Vainqueur |
| ---- | ------ | ---- | ------ | --------- |